# Gabrielle Grotenclaes
Gabrielle « Gaby » Grotenclaes, née le 10 mai 1954, aussi connue sous le nom de Lebeau-Grotenclaes, est une athlète belge spécialisée dans le lancer du javelot.
Elle est multiple championne de Belgique de la discipline entre 1978 et 1984.

## Club
Elle est affiliée au LAC Eupen dont elle détient encore de nombreux records du club (dont le disque et le javelot séniors).
Elle entraîne les lanceurs du HERV AC pendant plusieurs années.

## Palmarès
| Date | Compétition              | Lieu      | Résultat | Discipline        | Marque  |
| ---- | ------------------------ | --------- | -------- | ----------------- | ------- |
| 1978 | Championnats de Belgique | Bruxelles | 1er      | Lancer du javelot | 47,02 m |
| 1979 | Championnats de Belgique | Bruxelles | 1er      | Lancer du javelot | 49,48 m |
| 1981 | Championnats de Belgique | Bruxelles | 1er      | Lancer du javelot | 45,38 m |
| 1982 | Championnats de Belgique | Bruxelles | 2e       | Lancer du javelot | 42,00 m |
| 1984 | Championnats de Belgique | Bruxelles | 1er      | Lancer du javelot | 45,04 m |

## Record personnel
| Épreuve           | Performance | Date | Lieu          |
| ----------------- | ----------- | ---- | ------------- |
| Lancer du javelot | 50,82 m     | 1979 | Blankenberghe |

## Récompense
- 1984 : Grand Prix LBFA[3].